# Alberto Rodríguez Larreta
Alberto Rodríguez Larreta, argentinski dirkač Formule 1, * 14. januar 1934, Buenos Aires, Argentina, † 11. marec 1977, Argentina.
Alberto Rodríguez Larreta je pokojni argentinski dirkač Formule 1. V svoji karieri je nastopil le na domači in prvi dirki sezone sezone 1960 za Veliko nagrado Argentine, kjer je z dirkalnikom Lotus 16 zasedel deveto mesto z več kot tremi krogi zaostanka za zmagovalcem. Umrl je leta 1977.

## Popolni rezultati Formule 1
(legenda) (odebeljene dirke pomenijo najboljši štartni položaj, poševne pa najhitrejši krog, †-uvrščen kljub odstopu)
| Leto | Moštvo     | Šasija   | Motor             | 1     | 2   | 3   | 4   | 5   | 6   | 7  | 8   | 9   | 10  | Prv | Toč |
| ---- | ---------- | -------- | ----------------- | ----- | --- | --- | --- | --- | --- | -- | --- | --- | --- | --- | --- |
| 1960 | Team Lotus | Lotus 16 | Climax Straight-4 | ARG 9 | MON | 500 | NIZ | BEL | FRA | VB | POR | ITA | ZDA | -   | 0   |